# Związek Uchodźców Politycznych z Grecji w Polsce im. Nikosa Belojanisa
Związek Uchodźców Politycznych z Grecji w Polsce im. Nikosa Belojanisa – organizacja skupiająca Greków mieszkających w Polsce. Związek działał w latach 1953–1984. Przekształcony w Towarzystwo Greków w Polsce.

## Historia

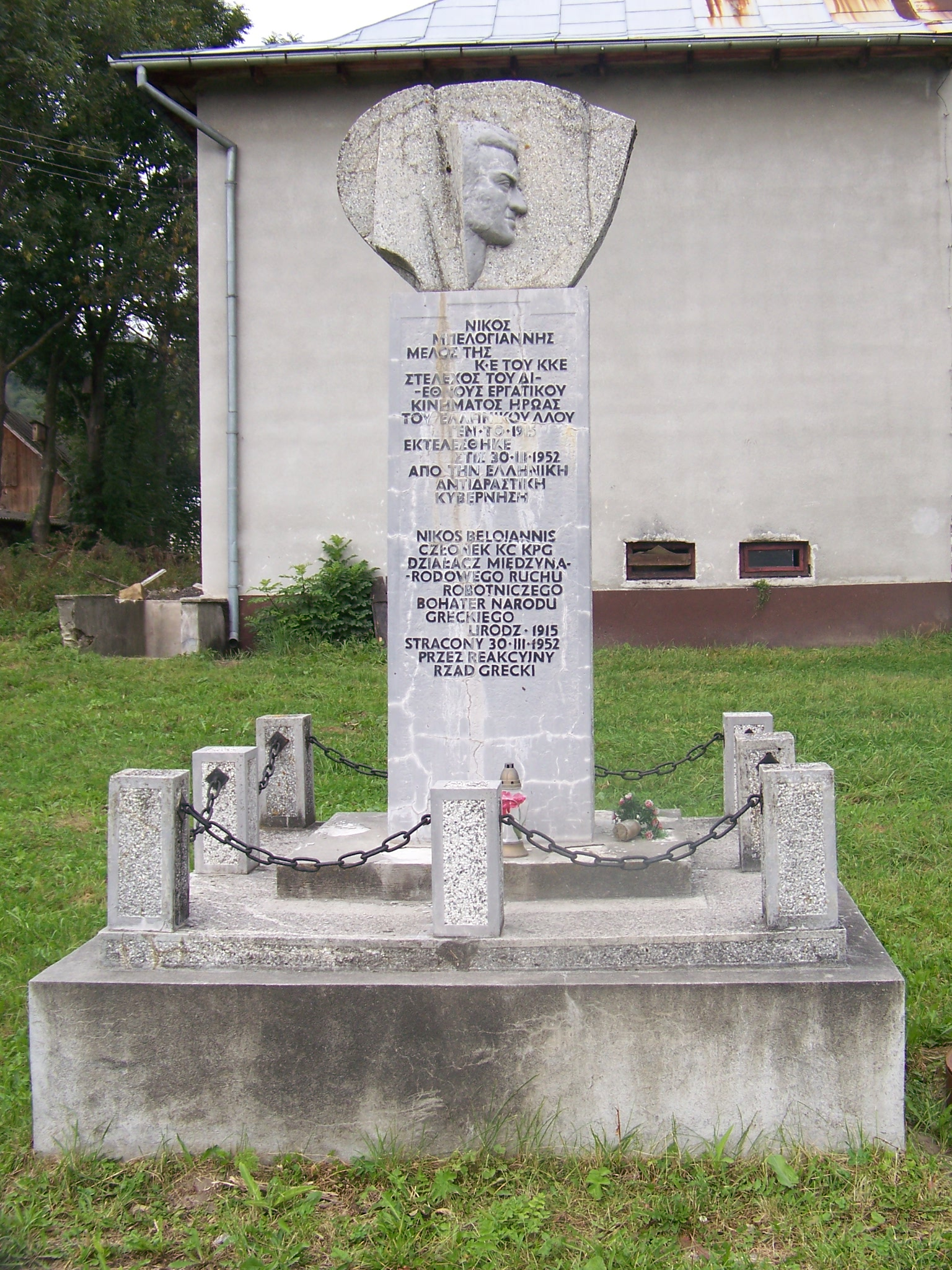
Pomnik Nikosa Belojanisa w Krościenku ufundowany przez greckich uchodźców

Podczas i po wojnie domowej w Grecji w latach 1946–1949 do Polski przyjechało około 14 tysięcy uchodźców. Pierwsze przyjechały dzieci i zamieszkały w domach dziecka na terenie Lądka Zdroju, Barda, Dusznik, Płakowic, Solic. Po zakończeniu wojny większość Greków osiedlono w Zgorzelcu. Tam też w czerwcu 1950 roku odbyła się I Konferencja Uchodźców z Grecji, na której powołano Gminę Demokratycznych Uchodźców Politycznych w Grecji. Na jej czele stanęła licząca 25 członków Rada Gminy. W 1952 roku radę przeniesiono do Wrocławia. Z inicjatywy pisma „Dimokratis” podczas II konferencji, która odbyła się w 1953 roku, gmina zmieniła nazwę na Związek Uchodźców Politycznych z Grecji w Polsce im. Nikosa Belojanisa. Oddziały związku powstały tam, gdzie były większe skupiska uchodźców: w Zgorzelcu, Nowej Hucie, Policach, Szczecinie, Świdnicy czy Poznaniu. Powstało 40 oddziałów terenowych, w tym 30 na Dolnym Śląsku. Nadzór nad związkiem sprawowało Ministerstwo Spraw Wewnętrznych. Działalność związku była finansowana przez państwo, część środków pochodziła z dobrowolnych datków i składek członkowskich. W oddziale poznańskim składka członkowska wynosiła 1 zł miesięcznie. 8 grudnia 1984 roku Związek Uchodźców Politycznych z Grecji został przekształcony w Towarzystwo Greków w Polsce.
W lutym 1989 roku grupa Macedończyków na spotkaniu w Trójmieście powołała własną organizację – Towarzystwo Macedończyków w Polsce, z siedzibą w Gdańsku i oddziałem Warszawie. Wśród założycieli byli m.in. Petro, Mitro i Risto Aleksowscy, Leonidas Gogorowski, Paweł Radowski, Teli Stepowski i Kosta Wiakańczowski.
Zarząd Główny miał siedzibę we Wrocławiu przy placu Wolności 7. W zajmowanym lokalu zgromadzono duże archiwum. Gdy na początku lat 90. XX wieku towarzystwo przestało otrzymywać dotacje, przeniosło się do kamienicy przy ulicy Ruskiej 46c. Ponieważ coraz więcej Greków wyjeżdżało, liczba członków malała. Brakowało pieniędzy na opłacenie czynszu. W 2008 roku zadłużenie wynosiło 80 tysięcy złotych. W czerwcu 2009 roku komornik przeprowadził eksmisję. Wszystkie zgromadzone dokumenty zostały wywiezione na przemiał.

## Dimokratis
Organem prasowym związku był dziennik „Dimokratis” wydawany od 1950 roku w nakładzie 1200 egzemplarzy. Do połowy 1957 roku nakład czasopisma wzrósł i wynosił 3500 egzemplarzy. Pismo ukazywało się przez co najmniej 31 lat (ostatni numer zachowany w Bibliotece Uniwersytetu Wrocławskiego został wydany 12 listopada 1981 roku). Pismo wydawane było w języku greckim z dodatkiem w języku macedońskim.

## Organizacja
Prezydium Wojewódzkiej Rady Narodowej we Wrocławiu 16 stycznia 1958 roku zatwierdziło statut organizacji. Zgodnie z nim związek mógł organizować ośrodki działalności kulturalno-oświatowej, kursy języka greckiego i macedońskiego, zakładać zespoły amatorskie i kolportować czasopisma i książki w języku greckim. Członkiem związku mógł zostać każdy dorosły (skończone 18 lat) uchodźca grecki lub macedoński. Co dwa lata (lub na wniosek połowy członków Oddziału) była zwoływana Walna Konferencja, podczas której wybierano: Zarząd Oddziału, Komisję Rewizyjną, Sąd Koleżeński oraz delegatów na Walny Zjazd Związku. Zarząd oddziału, który składał się z przewodniczącego, dwóch zastępców, sekretarza i skarbnika, kierował pracą na danym terenie, wykonując uchwały i postanowienia podjęte podczas walnych zebrań, uchwały władz zwierzchnich związku, zarządzał funduszami oddziału, składał okresowe sprawozdania z działalności Zarządowi Głównemu, nadzorował działalność świetlicy i zespołów artystycznych, działających na danym terenie. Ponieważ rząd Karamanlisa zarzucał uchodźcom, że się wynarodowiają, uroczyście obchodzono ważne rocznice: wyzwolenia Grecji spod niewoli tureckiej, śmierci Nikosa Belojannisa, rocznicę powstania 23 lutego 1943 roku Zjednoczonej Panhelleńskiej Organizacji Młodzieży (EPON) i innych.
Przewodniczący związku: Kostas Kutmanis, Kicos Stefopoulos, Stelios Delindas, Micios Papajanis, Periklis Huliaras (od 1956 roku), Periklis Papadimitriu (od 1967 roku), Dimas Ziotas (od 1971 roku).

## Oddziały

### Bielsko-Biała
W Bielsku-Białej siedziba związku mieściła się przy ulicy 3 Maja 7 w świetlicy, która miała 2 sale i bufet. Organizowano tu nie tylko spotkania polityczne, ale wieczorki taneczne czy sylwestry. Dochód z części imprez był przekazywany na potrzeby greckich kombatantów. Przy świetlicy istniała grecka biblioteka z książkami i prasą. Dzieci uczyły się tu języka greckiego, greckiej historii i geografii.
Około 1972 roku powstał grecki zespół muzyczny Orestes, a kolejny zespół Ilios działał do końca lat 70. XX wieku. Greckich uchodźców zakwaterowano w okolicznych kamienicach i dano im zatrudnienie w miejscowych zakładach: Bispolu, Spółdzielni Inwalidów „Pokój”, elektrociepłowni, fabryce akumulatorów, PKS-ie i MPK. Część z nich założyła własne firmy.

### Poznań
Do Poznania pierwsi uchodźcy przyjechali ze Zgorzelca w 1951 roku. Byli to mężczyźni, którzy podjęli naukę w Technikum Radiotechnicznym. Po nich zaczęły przyjeżdżać całe rodziny. W 1954 roku mieszkało tu już 61 osób (19 rodzin). Większość pracowała w Poznańskiej Wytwórni Papierosów i Zakładach Przemysłu Metalowego H. Cegielskiego. Najwięcej osób, bo 73, było na początku lat 60., potem liczba ta zaczęła się zmniejszać. Wszyscy dorośli mężczyźni byli członkami związku. Mieli status członków czynnych. Ich żony przyjmowano jako członków biernych. Prawie wszyscy mężczyźni pracowali, z kobiet nieliczne.
Siedzibą oddziału związku była świetlica przy ul. Dzierżyńskiego 91/3 (obecnie 28 czerwca). Zarząd oddziału liczył od 4 do 6 członków i spotykał się 2 razy w miesiącu. Raz na dwa miesiące były zwoływane zebrania ogólne członków związku. Przewodniczący Zarządu Miejskiego Związku w Poznaniu: Jorgas Ellinudis, Panajotis Aroniadis, Haralabos Zorbas, Nikos Karathanos. W związku aktywnie działali: Paudels Cangas, Dinos Dimitrios, Anastasios Kaltsas, Athanasios Tasiopulos, Themistokles Weznikas, Nikos Chadzinikolau, Fanula Frangudi i Jordas Janopulos.

### Wałbrzych
W Wałbrzychu osiedliło się około 700 Greków. Siedzibą związku była świetlica, mieszcząca się pod adresem Rynek 12. W 1977 roku do związku należało 105 osób, z tego większość (33 osoby) miały ponad 50 lat, a 29 mniej niż 30. Blisko połowa członków związku (55 osób) należała do PZPR. W 1977 roku przewodniczącym oddziału był Kotykas Christos.

### Kraków-Nowa Huta
W Nowej Hucie zamieszkało około 180 uchodźców z Grecji. Siedziba związku mieściła się w świetlicy na os. Szkolnym 2 (obecnie 3). Członkami zarządu oddziału krakowskiego w 1967 roku byli Nikos Notopulos, a  funkcję przewodniczącego pełnił Kosmos Sotiris. W 1970 roku pełniący wtedy funkcję sekretarza związku Sotiris został odznaczony złotą odznaką za pracę społeczną dla miasta Krakowa.
W Domu Kultury Huty im. Lenina powstał w 1966 roku Zespół Grecki skupiający dzieci uchodźców. Przez rok prowadziła go Katarzyna Florek, a potem aż do rozwiązania w latach 70. XX wieku Roma Doniec. Z czasem nazwę zmieniono na „Sirtaki” nawiązując do greckiego tańca Syrtáki. Początkowo zespół liczył 7 członków. Skład się powiększał, zmieniali się muzycy i wokaliści, a wygląd ewaluował. W trakcie występów używano oryginalnych greckich instrumentów takich jak buzuki.

### Zgorzelec
W 1962 roku w Zgorzelcu mieszkało około 1600 greckich uchodźców, w tym 300 dzieci w wieku szkolnym. W 1964 roku liczba uchodźców spadła do 1500 osób. Oprócz władz na terenie oddziału działały komisje do spraw: agitacji i propagandy, kultury i oświaty, młodzieży, kobiet, zapomóg, nauki dzieci i rent. W 1954 roku Spółdzielnia Inwalidów „Delta” zakupiła greckie stroje narodowe, a Zengos Teodorom założył i prowadził chór. W 1956 roku zajął on pierwsze miejsce w eliminacjach zespołów artystycznych we Wrocławiu, w 1961 roku na Wielkim Festiwalu Pieśni i Tańca w Warszawie zdobył dyplom Ministerstwa Kultury i Sztuki, a w 1962 roku zajął pierwsze miejsce na festiwalu krajowym we Wrocławiu. Dzieci uchodźców uczęszczały do polskich szkół zgodnie z miejscem zamieszkania, ale od III do VI klasy uczyły się języka greckiego.